# Matteo Bisiani
Matteo Bisiani, (Monfalcone, 2 de agosto de 1978) é um arqueiro italiano, medalhista olímpico por equipes.

## Carreira
Matteo Bisiani nos Jogos Olímpicos de Verão de 1996 em Atlanta conseguiu o bronze por equipes e nos 2000 em Sydney conseguiu a prata por equipes. 